# ستيفاني دومون
ستيفاني دومون (بالفرنسية: Stéphanie Dumont)‏ هي متزلجة فرنسية، ولدت في 5 فبراير 1968.

## وصلات خارجية
- ستيفاني دومون على موقع SpeedSkatingBase.eu (الإنجليزية)
- ستيفاني دومون على موقع اللجنة الأولمبية الدولية (الإنجليزية)
- ستيفاني دومون على موقع أوليمبيديا (الإنجليزية)